# أنطونيو سافيانو
أنطونيو سافيانو (بالإيطالية: Antonino Saviano)‏ هو لاعب كرة قدم إيطالي في مركز حراسة المرمى، ولد في 7 يناير 1984 في ريدجو كالابريا في إيطاليا. لعب مع كييفو فيرونا ونادي ريجينا ونادي نابولي.